# Pierre Boutroux
Pierre Boutroux   (París, 6 de desembre de 1880 - París, 15 d'agost de 1922) va ser un matemàtic i historiador de la ciència francès.

## Vida i Obra
Boutroux va néixer en una família d'intel·lectuals francesos: el seu pare, Émile Boutroux, era un conegut filòsof i la seva mare, Aline, era germana del matemàtic i científic Henri Poincaré i cosina del qui va ser president de la república Raymond Poincaré. Va estudiar a la facultat de ciències de la universitat de París, en la qual es va graduar el 1900, llegint una tesina sobre la imaginació i les matemàtiques a l'obra de Descartes. El 1903 va obtenir el doctorat i els anys següents va ser professor de la universitat de Montpeller fins al 1908 en que va ser nomenat professor de la universitat de Poitiers. Tot i que no va deixar el càrrec fins al 1920, el curs 1913-1914 va donar classes a la universitat de Princeton i durant la Primera Guerra Mundial va servir a l'exèrcit francès.
El 1920 va ser nomenat per una càtedra al Collège de France i va optar per crear la d'història de la ciència. Amb la seva mort, el 1922, va desaparèixer i ja no ha tornat a existir aquesta càtedra al Collège.
Boutroux va ser l'editor principal de les obres matemàtiques de Blaise Pascal (1914). El 1920 va publicar L'idéal scientifique des mathèmaticiens. Dans l'antiquité et dans les temps modernes en el que propugnava un punt de vista diferent a l'hora de fer història de la ciència.